# Collada de Comafloriu
La Collada de Comafloriu és un coll de muntanya a 2.195 metres d'alçada sobre el nivell del mar que fa de divisòria entre el Cap del Serrat Gran i dels Rocs de Canells, separant les valls del Riutort, tributari del riu Llobregat, a la conca del mateix nom; i del torrent de Comafloriu, tributari del Riu de Gréixer, que ho és del Riu Bastareny, i aquest del Riu Llobregat, a la conca del mateix nom.
És al municipi de Bagà, a la comarca catalana del Berguedà. Es troba al Parc Natural Cadí-Moixeró.

## Senderisme
Per aquesta collada creua la ruta de muntanya Cavalls del vent, indicat amb marques taronges.